# Shay Sights
Shay Sights (Edmonton, 27 marzo 1973) è un'attrice pornografica canadese, inserita nel 2024 nella AVN Hall of Fame.

## Biografia
Dopo aver lavorato nel 1992 come ballerina esotica in diversi locali a Toronto, nel 1998 ha iniziato a recitare come attrice nell'industria cinematografica per adulti, lavorando per case di produzione quali Wicked, Vivid e VCA. Nel 2021, dopo aver abbondato temporaneamente l'industria pornografica nel 2012, ne ha fatto nuovamente ritorno.
Nel 2024 è stata inserita nella AVN Hall of Fame.

## Riconoscimenti
AVN Awards
- 2024 – AVN Hall of Fame[1]